# 亚当·波拉谢克
亚当·波拉谢克（捷克語：Adam Polášek，1991年7月12日—），捷克男子冰球运动员，场上位置是后卫。他曾代表捷克国家队参加2018年冬季奥林匹克运动会冰球比赛，获得第四名。